# Deuxville
Deuxville é uma comuna francesa na região administrativa de Grande Leste, no departamento de Meurthe-et-Moselle. Estende-se por uma área de 7,23 km². Em 2010 a comuna tinha 423 habitantes (densidade: 58,5 hab./km²).